# Pedro Morales Pino
Pedro Morales Pino (Cartago, Valle del Cauca, 23 de febrero de 1863-Bogotá, 4 de marzo de 1926) fue un compositor, director y docente de música.

## Biografía

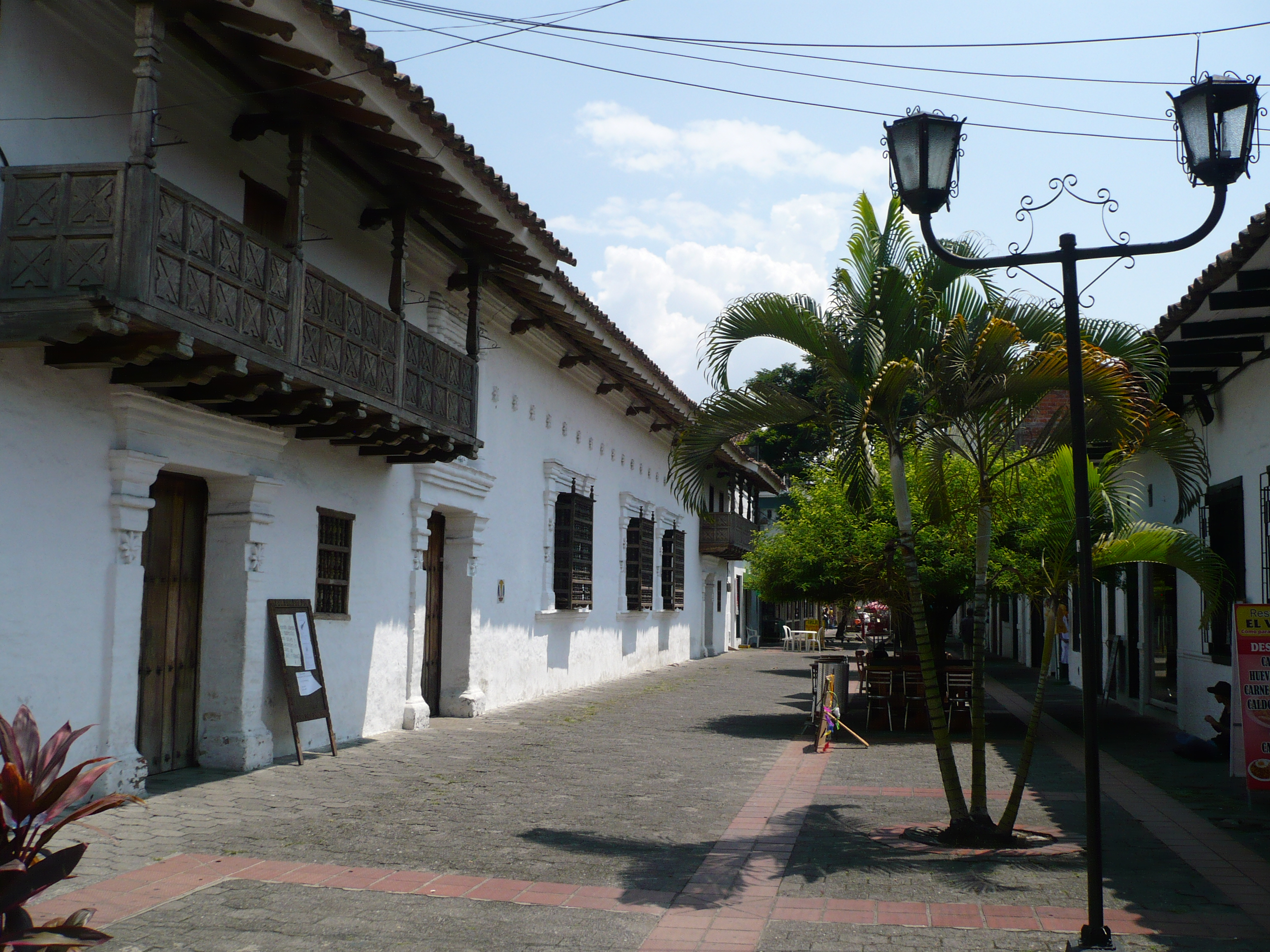
Casa del Virrey en Cartago donde funciona el Conservatorio de Música Pedro Morales Pino.

Sus padres, José Morales y Bárbara Pino, quienes lo bautizaron como Pedro Pascacio de Jesús Morales Pino, fueron personas muy humildes y debido a esta condición tuvo que vender dulces desde muy joven, circunstancia que lo relacionó directamente con músicos y trovadores de la calle. Esta proximidad le despertó el interés por la música. La madre del futuro intérprete, al darse cuenta de su aptitud le regaló un tiple colombiano y un curso dictado por el maestro José Hoyos. A los 13 años viajó con su familia a Ibagué donde emprendió carrera como dibujante; como también se destacó en este campo, consiguió una beca para estudiar en Bogotá en la Academia de Dibujo de Alberto Urdaneta.
En 1881 participa en la Exposición Nacional de Pintura de Bogotá en la cual presentó retratos de personalidades reconocidas de la época. Su preferencia por la música lo llevó a perfeccionarse ingresando a la Academia Nacional de Música el 2 de marzo de 1882 con el maestro Julio Quevedo. Posteriormente, en 1884, organiza junto con Vicente Pizarro un dueto musical. En 1897 crea la Lira Colombiana, agrupación de 16 músicos de la cual era primera bandola y director. Con este grupo, se dieron a conocer a nivel internacional muchas de las canciones típicas de Colombia. La "Lira Colombiana" tuvo el privilegio de ser el segundo grupo de artistas procedentes de Colombia que se iba de gira por el mundo.
En 1890, Pedro Morales Pino decidió realizar composiciones basadas en el folclor y la tradición oral musical colombianas usando las técnicas propias de la composición musical académica. Un año antes, el 22 de julio de 1889 recibió un homenaje por su contribución a la música nacional. Seguidamente, viajó a Medellín donde le encargaron crear el grupo Lira Antioqueña. Estando en Guatemala con su grupo, se enamora de la pianista Francisca Llerena con quien contrae matrimonio en 1905. Su esposa fallece y Pedro Morales Pino volvió a Guatemala intentando recuperarse de esta pérdida y donde vivió hasta 1917 cuando decidió regresar a Colombia por el terremoto que azotó el país centroamericano. Un año antes de su muerte, gana el Concurso Nacional de Música. Su salud se fue debilitando y su situación económica era deficiente, al punto de tener que vender las condecoraciones que había recibido durante toda su carrera musical. Finalmente, enfermo de gravedad, fue internado por sus hijos Alicia, Rebeca, Raquel y Augusto Pino Llerena, por carencia de recursos, en la sala de caridad del "Hospital San José" de Bogotá, donde dos de sus amigos, Ricardo Acevedo Bernal y Juan Gómez, lo encontraron. Ellos, al saber de su gravedad, lo instalaron en un centro médico de mejores condiciones, pero su salud no mejoró, razón por la que falleció dos días después del traslado, el 4 de marzo de 1926.

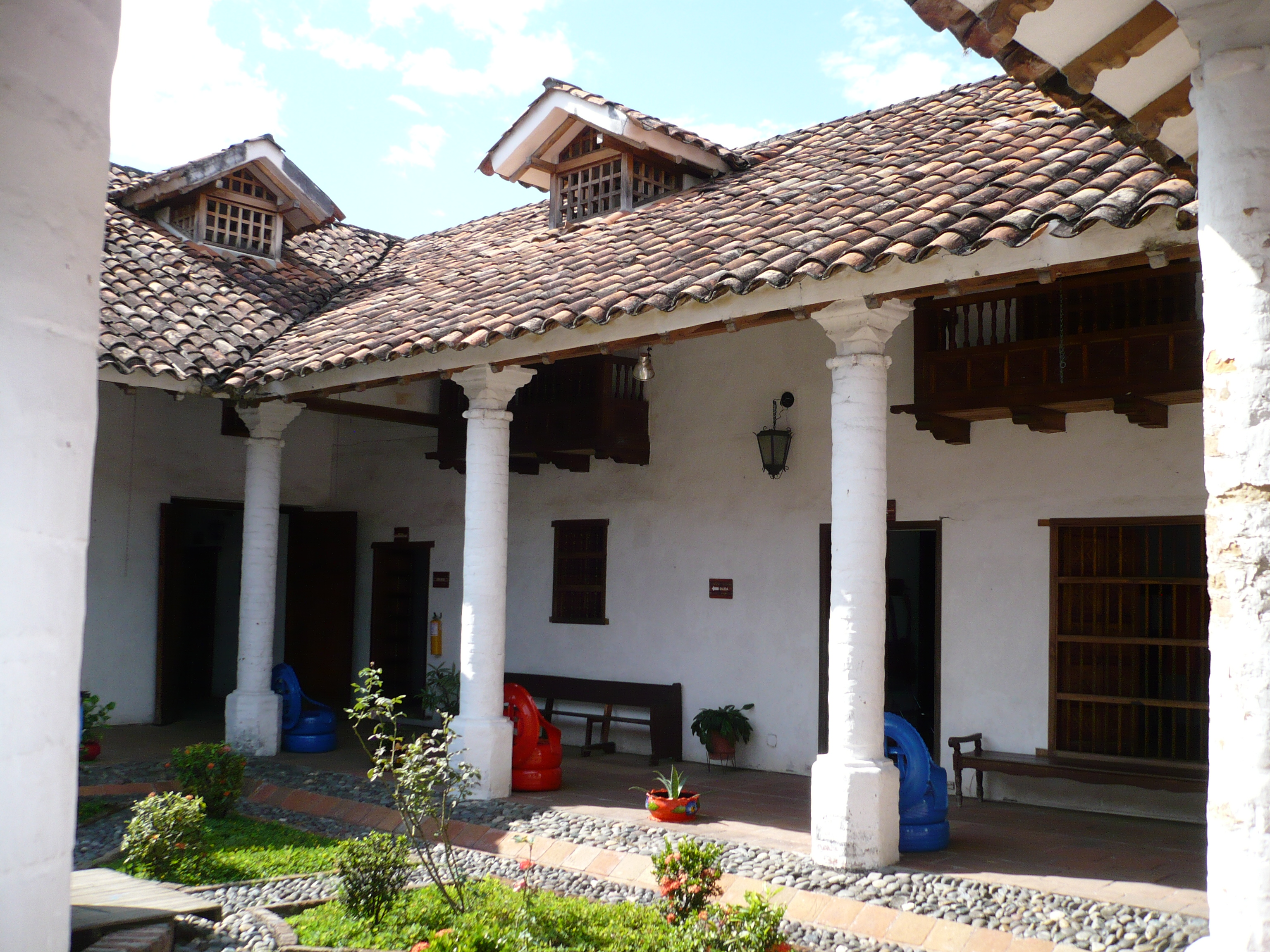
Interior de la Casa del Virrey donde funciona el Conservatorio de Música Pedro Morales Pino.

## Aportes de Pedro Morales Pino
No es solo como compositor que recibe las influencias del folclor colombiano, sino que su labor como músico permitió dar a conocer y expandir por otros territorios géneros musicales colombianos como el bambuco, los pasillos y la danza, además de incorporar música europea en los conjuntos típicos lo que permitió que el pueblo tuviera acceso a ella. También, perfeccionó algunos instrumentos como la bandola andina colombiana o bandolina  a la que le incorporó cinco cuerdas más, creando la variante de 16 cuerdas de tal instrumento. Participó en la creación de diversos tríos y estudiantinas, por lo que se le acredita como formador de la siguiente generación de músicos colombianos. En su faceta como docente de música, también se destacó por presentar exposiciones, antes de cada ensayo, acerca de la estructura y la historia de la música, los instrumentos usados y los orígenes de cada uno. Además en su haber cuenta con más de 100 composiciones, principalmente instrumentales. 
Tal fue la influencia de este artista en las generaciones posteriores, que diversos grupos instrumentales se encargaron de divulgar sus composiciones e incluso, fue creado en su honor el hoy desaparecido Trío Morales Pino que fuera integrado por el guitarrista Álvaro Romero Sánchez, el bandolista Diego Estrada Montoya y el ejecutante de tiple colombiano Peregrino Galindo.

## Conservatorio de Música
En su ciudad natal, Cartago, funciona en su nombre el Conservatorio de Música Pedro Morales Pino ubicado en la Casa del Virrey.